# Nolana reichei
Nolana reichei är en potatisväxtart som beskrevs av Michael O. Dillon och Arancio. Nolana reichei ingår i släktet cymbalblommor, och familjen potatisväxter. Inga underarter finns listade i Catalogue of Life.

## Bildgalleri

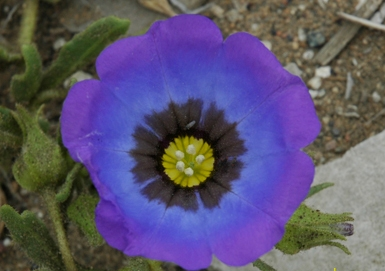